# Samoklęski (Basses-Carpates)
Pour les articles homonymes, voir Samoklęski.
Samoklęski est une localité polonaise de la gmina d'Osiek Jasielski, située dans le powiat de Jasło en voïvodie des Basses-Carpates.